# Universidad Alonso de Ojeda
La Universidad Alonso de Ojeda (UNIOJEDA), es una universidad privada venezolana localizada en Ciudad Ojeda del estado Zulia, Venezuela. Es una de las más importante de la Costa Oriental del Lago.
El proyecto de creación de la Universidad Alonso de Ojeda, se remonta al año de 1997 con el objetivo de crear una institución de educación superior que cumpliera actividades de docencia, investigación y extensión conforme a lo pautado en la Ley de Universidades, para beneficio de los jóvenes bachilleres y sus familiares de Ciudad Ojeda en particular y de toda la Costa Oriental del Lago de Maracaibo en general, además de tener incidencia en el desarrollo social, cultural, educativo, económico, científico y tecnológico de la región.
La Universidad Alonso de Ojeda, cuenta con una sede que se encuentra ubicada en la Carretera N con calle 34.
Cuenta con convenios educativos con el Instituto Universitario de Tecnología Readic, que tiene alcance en la ciudad de Maracaibo.

## Facultades
Facultad de Ingeniería
- Ingeniería de Computación
- Ingeniería Industrial
- Ingeniería en Petróleo y Gas

Facultad de Ciencias Administrativas
- Administración de Empresa Mención Gerencia y Mercadeo
- Administración de Empresa Mención Relaciones Industriales
- Contaduría Pública

Facultad de Humanidades
- Educación Preescolar
- Educación Básica Integral

## Ingenia
Festival Científico de la Universidad Alonso de Ojeda.
El Centro Ingenia promueve el conocimiento técnico y científico entre los estudiantes de pregrado por medio de la presentación de novedosos proyectos en el evento universitario anual Ingenia, el mismo corresponde a esta línea de investigación interdisciplinaria lo que permite satisfacer las deficiencias técnico-científicas en los sectores educativo, productivo y social.